# Compagnie Jolie Môme
La Compagnie Jolie Môme est une formation théâtrale et musicale française fondée en 1983 et basée en région parisienne,,.
La compagnie étant opposée au système commercial de distribution, ses disques ne sont pas vendus dans le commerce, mais uniquement par vente directe, notamment lors des spectacles et concerts ou autour de ses apparitions dans la rue.
De 2004 à 2024, la Compagnie Jolie Môme crée et gère un théâtre à La Plaine Saint-Denis: La Belle Étoile.

## Historique
La compagnie est fondée en 1983 par Michel Roger, ancien comédien du Théâtre de l'Épée de Bois à la Cartoucherie.
En 2004, la compagnie est accueillie par la ville communiste de Saint-Denis qui lui confie une ancienne salle des fêtes à La Plaine qu'elle transforme en théâtre et qu'elle baptise La Belle Étoile,.
En 2024, après presque 20 ans, la mairie socialiste de Saint-Denis, met brutalement fin à la convention qui la lie à la Compagnie,,,,,,,,,.

## Spectacles
De 1983 à 1998 :
- Caïus, d’après Caligula d'Albert Camus.
- Bâtiment K, création à partir du roman de Fania Fénelon Sursis pour l'orchestre et des souvenirs du père de Michel Roger.
- La Mère de Bertolt Brecht pour laquelle la compagnie remporte le 1er prix aux 12èmes rencontres de Gennevilliers pour la création amateur de 1989, le spectacle sera repris en 1997[18] à l'occasion du 80ème anniversaire de la Révolution Bolchévique.
- Le Viol, d’après Le Procès d’Aix de Gisèle Halimi.
- Cabaret d’amour, création.
- Le roi s’amuse de Victor Hugo.
- Le tableau des merveilles et La famille Tuyau de poêle de Jacques Prévert.
- L’exception et la règle de Bertolt Brecht.
- L'assemblée des femmes de Robert Merle, les femmes d'un village décident de faire la grève de l'amour pour lutter contre la guerre.

À partir de 1999 :
- Barricade, une création sur la Commune de Paris qui sera jouée de 1999 à 2011[19].
- La Crosse en l'air, qui sera jouée de 2000 à 2007, de Jacques Prévert, évoque les liens entre Vatican, fascisme et franquisme dans les années 1930[20],[21].
- Je reviendrai et je serai des millions... Spartacus , jouée de 2002 à 2007, est une création sur l'Empire romain et l'Empire actuel[22].
- Alerte : Gaïa et Prométhée, de 2007 à 2009, d'Enri Wegmann, fable mythologique d'anticipation[23].
- Wanted : Le Procès-Spectacle, de 2008 à 2010, procès du militantisme à travers les âges[24].
- Faut Pas Payer ! de Dario Fo, en 2009. La révolte d'ouvrières dans la crise des années 1970 en Italie[25],[26].
- Inflammable, de Thierry Gatinet, de 2010 à 2011, se déroule dans une usine occupée par ses ouvriers[27].
- Faust et l'homme ordinaire de 2012 à 2013, création de la compagnie à partir du mythe de Faust et de La Guerre des paysans en Allemagne d'Engels[28],[29],[30].
- 14-19, la mémoire nous joue des tours, de 2014 à 2019, création à propos de l'internationalisme dans la Grande Guerre[31],[32],[33],[34].
- Des patates et des roses, de 2013 à 2015, création, spectacle jeune public, une découverte et une réappropriation des valeurs de Liberté, d’Égalité et de Fraternité[35].
- L'exception et la règle de Bertolt Brecht, de 2017 à 2022.
- Futsal et mains propres, de 2017 à 2019, création sur le sport business autour du foot en salle féminin[36].
- La maladie blanche de Karel Capek, de 2020 à 2022, un texte étonnant écrit en 1937 à propos d'une épidémie mortelle pour les plus de 50 ans sur fond de montée du fascisme et de guerre imminente[37].
- Révélations ! depuis 2023, création sur le thème de la prise de conscience politique.

La troupe joue sur scène et dans la rue son spectacle de chansons À contre-courant.
Depuis 2006 la troupe organise son propre festival auto-produit à Saint-Amant-Roche-Savine, dans le Puy-de-Dôme : La Belle Rouge. Y sont invitées différentes troupes de théâtre, des conférences gesticulées, des groupes de musique.

## Apparitions au cinéma
La Compagnie Jolie Môme fait une apparition dans Sabrina (1995) de Sydney Pollack, avec Harrison Ford et Patrick Bruel, la troupe chante sa chanson Dédicace. Dans le film Merci patron ! de François Ruffin plusieurs comédiens de la compagnie interprètent les grévistes de Goodyear dans la cuisine de leur théâtre La Belle Étoile. À la fin du film Debout les femmes, de Gilles Perret et François Ruffin, les comédiennes de la troupe participent à l'Hymne des femmes. La compagnie apparaît aussi dans le documentaire Ainsi squattent-ils de Marie Maffre[réf. nécessaire].

## Discographie
- Compagnie Jolie Môme (1998)
- Rouge horizon (1999)
- Pendant c'temps là... (2001)
- Légitime colère (2003)
- Basta ya (2007)
- Parole de mutins (2011)
- Des patates et des roses (le CD du spectacle jeune public) (2015)
- À contre-courant (2017)